# Міко мі Мбулу
Міко міМбулу (Мікопе Мбула) (*д/н — бл. 1840) — 18-й н'їм (володар) держави Куба в 1810—1840 роках.

## Життєпис
Був небожем н'їма Кото аМбулу. Посів трон близько 1810 року. Відома його статуя ндоп. Відомо, що був одружений з рабинею з правлячого роду Куфа. Надав їй статус головної дружини, для цього позбавив перед тим статусу рабині. Це спричинило зміни у ставленні до рабів, впровадивши систему вільновідпущеників, які могли отримати рівні права з вільними мешканцями. Також було дозволено шлюби з рабинями.
Не проводив активної зовнішньої політики, зумівши зберегти владу над успадкованими володіннями та зверхність над залежними племенами. Започаткував принцип спадкування трону від батька до сина. Помер Міко міМбулу близько 1840 року. Трон посів його син Мбоп аМабіїнк маМбулу.